# Prêmios Globo de Ouro de 1946

Prêmios Globo de Ouro de 1946

 30 de março de 1946
Filme - Drama:
The Lost Weekend
Prêmios Globo de Ouro 

← 1945  ·  1947 →
Os Prêmios Globo de Ouro de 1946 (no original, em inglês, 3rd Golden Globe Awards) honraram os melhores profissionais de cinema e televisão, filmes e programas televisivos de 1945. Os candidatos nas diversas categorias foram escolhidos pela Associação de Imprensa Estrangeira de Hollywood (AIEH).

## Vencedores e nomeados

### Melhor filme de drama
- The Lost Weekend

### Melhor ator em filme de drama
- Ray Milland The Lost Weekend

### Melhor atriz em filme drama
- Ingrid Bergman – The Bells of St. Mary's

### Melhor ator coadjuvante
- J. Carrol Naish – A Medal for Benny

### Melhor atriz coadjuvante
- Angela Lansbury – The Picture of Dorian Gray

### Melhor direção
- Billy Wilder – The Lost Weekend

### Melhor filme promovendo a compreensão internacional
- The House I Live In